# Mira Bay
Mira Bay – zatoka (ang. bay) Oceanu Atlantyckiego w kanadyjskiej prowincji Nowa Szkocja, w hrabstwie Cape Breton; nazwa urzędowo zatwierdzona 23 kwietnia 1940.